# Lil Bibby
Lil Bibby, de son vrai nom Brandon Dickinson, né le 4 juillet 1994 à Chicago dans l'Illinois, est un rappeur américain.

## Biographie
Lil Bibby grandit dans le quartier de Terror Town à Chicago, connu pour son taux de violence et les activités de gangs.
De 2013 à 2015, Lil Bibby sort une série de mixtapes intitulées Free Crack. Contrairement à la légende, qui dirait qu'il nomme ses mixtapes en hommage au titre Crack Music de Kanye West tiré de son album Late Registration sorti en 2005, Bibby dit qu'il a trouvé le titre car le Crack (stupéfiant) est très addictif, comme sa musique.
En 2017, il rencontre Juice Wrld, qu'il décide de signer et de manager.

### Mixtapes
- 2013 : Free Crack[3]
- 2014 : Free Crack 2[4]
- 2015 : Free Crack 3[5]